# نقابة الصيادلة (فلسطين)
نقابة صيادلة فلسطين واسمها السابق نقابة الصيادلة–مركز القدس هي نقابة مهنية غير ربحية، تم إقرارها في عام 2016 بفعل قرار بقانون رقم (15).

## التاريخ
في فبراير 1957، أقر الملك الأردني الحسين بن طلال، قانون نقابة الصيادلة رقم 10 لسنة 1957، بحيث يكون لها مركزين في القدس وعمان. حيث تولى الصيدلاني أمين شقير منصب أول نقيب للنقابة. في 5 يونيو 1967 وقعت حرب 1967، وانتقل المركز الرئيسي إلى عمان. جمد الاحتلال الإسرائيلي العمل في مركز القدس. في عام 1973، أُعيد النشاط إلى مركز القدس.

في يوليو 2016، أقر رئيس دولة فلسطين محمود عباس قرارًا بقانون رقم 15 لسنة 2016، يقضي بـ
"يؤلف الصيادلة نقابة تسمى “نقابة صيادلة فلسطين”، يكون مركزها القدس، ولها أن تفتح فروعاً أخرى."
تطور العمل في النقابة باتجاه التطور العلمي والعملي في المهنة، حيث تعقد العديد من المؤتمرات أهمها المؤتمر الصيدلاني الفلسطيني السنوي. بالإضافة إلى إنشاء كليات للصيدلة في الأراضي الفلسطينية وابتعاث واستقبال العديد من الكوادر الطبية.
تنتشر لجان فرعية للنقابة على امتداد الضفة الغربية في مراكز المحافظات ويقع مقرها المؤقت في مجمع النقابات المهنية، البيرة. يشغل حاليًا الصيدلاني أيمن خماش منصب نقيب الأطباء منذ 2014.

## مهام النقابة
تسعى النقابة إلى رفع مستوى مهنة الصيدلة وتنظيمها وحمايتها، وتطوير الأداء المهني للصيادلة، والمحافظة على آداب المهنة وحقوق وكرامة الصيادلة، تشجيع البحث العلمي والتعاون مع الجهات ذات العلاقة في الداخل والخارج.